# Arena di Verona, lo spettacolo sta per iniziare
Arena di Verona - Lo spettacolo sta per iniziare è stata una manifestazione musicale alla quale hanno partecipato grandi artisti italiani e lirici del calibro internazionale. Antonella Clerici ha presentato la manifestazione dal 2010 al 2014, mentre nel 2015 è stata condotta da Paolo Bonolis con la partecipazione di Belén Rodríguez ed Elena Santarelli. La direzione artistica è stata curata da Gianmarco Mazzi dal 2010 al 2014 e nel 2015 da Paolo Bonolis. Nelle edizioni condotte dalla Clerici l'evento viene trasmesso in diretta dall'Arena di Verona, su Rai 1 (nelle edizioni 2013-2014 è stato mandato in onda anche in Eurovisione) mentre l'ultima fu trasmessa su Canale 5.
Nel 2016 la manifestazione non si è tenuta, anche se era stato annunciato che il programma sarebbe dovuto tornare su Rai 1 con la conduzione di Antonella Clerici.

## Edizioni
| Edizione | Messa in onda  | Rete     | Conduzione        | Conduzione        | Conduzione        | Telespettatori | Share  |
| -------- | -------------- | -------- | ----------------- | ----------------- | ----------------- | -------------- | ------ |
| 1ª       | 6 giugno 2010  | Rai 1    | Antonella Clerici | Antonella Clerici | Antonella Clerici | 4 594 000      | 21,81% |
| 2ª       | 1º giugno 2011 | Rai 1    | Antonella Clerici | Antonella Clerici | Antonella Clerici | 4 227 000      | 17,77% |
| 3ª       | 7 giugno 2012  | Rai 1    | Antonella Clerici | Antonella Clerici | Antonella Clerici | 4 390 000      | 19,09% |
| 4ª       | 10 giugno 2013 | Rai 1    | Antonella Clerici | Antonella Clerici | Antonella Clerici | 4 969 000      | 19,45% |
| 5ª       | 1º giugno 2014 | Rai 1    | Antonella Clerici | Antonella Clerici | Antonella Clerici | 4 096 000      | 20,20% |
| 6ª       | 1º giugno 2015 | Canale 5 | Paolo Bonolis     | Belén Rodríguez   | Elena Santarelli  | 2 654 000      | 13,82% |

## Prima edizione
La prima edizione è andata in onda il 6 giugno 2010 su Rai 1 condotta da Antonella Clerici dall'Arena di Verona.
Sono stati realizzati parte degli spettacoli lirici più famosi e grandi canzoni della musica Italiana e internazionale.

### Artisti intervenuti
- Marco Berti
- Geraldine Chauvet
- Tamara Iveri
- Amarilli Nizza
- Gianni Morandi
- Riccardo Cocciante
- Lucio Dalla
- Francesco Renga
- Katherine Jenkins
- Trio dei tenorini
- Carmen Masola
- Luca Laurenti

### Ascolti
| Messa in onda | Telespettatori | Share  |
| ------------- | -------------- | ------ |
| 6 giugno 2010 | 4 594 000      | 21,81% |

## Seconda edizione
La seconda edizione è andata in onda il 1º giugno 2011 sempre in prima serata su Rai 1 condotta da Antonella Clerici: l'edizione 2011 è stata dedicata ai 150° dell'Unità d'Italia.

### Artisti intervenuti
- Gianni Morandi
- Zucchero Fornaciari
- Modà
- David Garrett
- Erwin Schrott

### Ascolti
| Messa in onda  | Telespettatori | Share  |
| -------------- | -------------- | ------ |
| 1º giugno 2011 | 4 227 000      | 17,77% |

## Terza edizione
La terza edizione è andata in onda il 7 giugno 2012 sempre in prima serata su Rai 1 condotta da Antonella Clerici: l'edizione 2012 è stata dedicata al cantante Lucio Dalla scomparso quell'anno.

### Artisti intervenuti
- Justin Bieber
- Emma Marrone
- Alessandra Amoroso
- Il Volo
- Plácido Domingo
- Vittorio Grigolo
- Ildebrando D'Arcangelo
- Carmen Giannattasio
- Fabio Sartori
- Antonello Venditti

### Ascolti
| Messa in onda | Telespettatori | Share  |
| ------------- | -------------- | ------ |
| 7 giugno 2012 | 4 390 000      | 19,09% |

## Quarta edizione
La quarta edizione è andata in onda il 10 giugno 2013 sempre in prima serata su Rai 1 condotta da Antonella Clerici: l'edizione 2013 è stata dedicata al centenario dell'opera lirica areniana.

### Artisti intervenuti
- Andrea Bocelli
- Plácido Domingo

### Ascolti
| Messa in onda  | Telespettatori | Share  |
| -------------- | -------------- | ------ |
| 10 giugno 2013 | 4 969 000      | 19,45% |

## Quinta edizione
La quinta edizione è andata in onda il 1º giugno 2014 sempre in prima serata su Rai 1 condotta da Antonella Clerici.

### Artisti intervenuti
- Ted Neeley
- Anastacia
- Massimo Ranieri
- Riccardo Cocciante
- Il Volo
- Vittorio Grigolo
- Hui He
- Chiara Angella

### Ascolti
| Messa in onda  | Telespettatori | Share  |
| -------------- | -------------- | ------ |
| 1º giugno 2014 | 4 096 000      | 20,20% |

## Sesta edizione
La sesta edizione è stata registrata il 1º giugno 2015 ed è andata in onda in differita il 3 giugno 2015 in prima serata per la prima volta su Canale 5 condotto da Paolo Bonolis con la partecipazione di Belén Rodríguez e Elena Santarelli.

### Artisti intervenuti
- Nina Zilli
- Brian May (Queen)
- Jessica Nuccio
- Vittorio Grigolo
- Kerry Ellis
- Nek

### Ascolti
| Messa in onda | Telespettatori | Share  |
| ------------- | -------------- | ------ |
| 3 giugno 2015 | 2 654 000      | 13,82% |